# Emona Anchorage
Emona Anchorage (englisch; bulgarisch Заливът Емона Saliwat Emona) ist ein Naturhafen an der Südküste der Livingston-Insel im Archipel der Südlichen Shetlandinseln. Er liegt am Kopfende der South Bay zwischen dem Kap Hespérides und einer namenlosen Landspitze 3 km nordnordwestlich davon. Seine tiefste Stelle im Zentrum mit über 100 m liegt nordnordwestlich des Spanish Point.
Die Bucht dient Schiffen zur Versorgung der bulgarischen St.-Kliment-Ohridski-Station als Ankerplatz. Die Kommission für Antarktische Geographische Namen benannte sie 1994 nach der bulgarischen Ortschaft Emona nahe dem Kap Emine. Das UK Antarctic Place-Names Committee übertrug den bulgarischen Namen 1997 ins Englische.